# 地方税規則
地方税規則（ちほうぜいきそく、明治11年7月22日太政官布告第19号）とは、日本の明治及び大正時代において、府県が徴収できる税金の種目（税目）とその税収によって支払われるべき費目を定めた規則のこと。
日本における近代的地方税制の祖といわれる。
大正15年になされた地方税の大整理に伴い廃止された。

## 沿革
- 明治11年（1878年） - いわゆる地方三新法の一つとして、明治11年太政官布告第19号により制定された。これにより、「諸国税法は旧慣による」旨定めた明治元年太政官布告（明治元年8月7日太政官布告第612号）以来、明治8年の雑税廃止（明治8年2月20日太政官布告第23号）・国税及び府県税の区分け（「租税賦金ヲ国税府県税ノ二款ニ分ツ」明治8年9月8日太政官布告第140号）を経て整理されてきた府県税・民費が、地方税として体系化されるに至った。
- 「地方税規則改正」（明治13年4月8日太政官布告第16号）により実質的に消滅
- 大正15年（1926年） - 「地方税ニ関スル法律」（大正15年法律第24号）により廃止。

## 特徴
地方税規則においては、廃藩置県によりいわば国の出先機関として新たに設置された府県と、江戸時代より自治機能を有していた町村については、異なる定めを置いた。
すなわち、地方税は地租（5分の1以内）、営業税・雑種税、及び戸数割により徴収する（第1条）こととされたところ、各町村については「各町村限及区限ノ入費ハ其区内町村内人民ノ協議二任セ地方税ヲ以テ支弁スルノ限ニアラス」（第3条）とされ、必ずしも地方税による必要はないものとされた。